# Selenocosmia stirlingi
Selenocosmia stirlingi là một loài nhện trong họ Theraphosidae.
Loài này thuộc chi Selenocosmia. Selenocosmia stirlingi được Henry Roughton Hogg miêu tả năm 1901.

## Hình ảnh

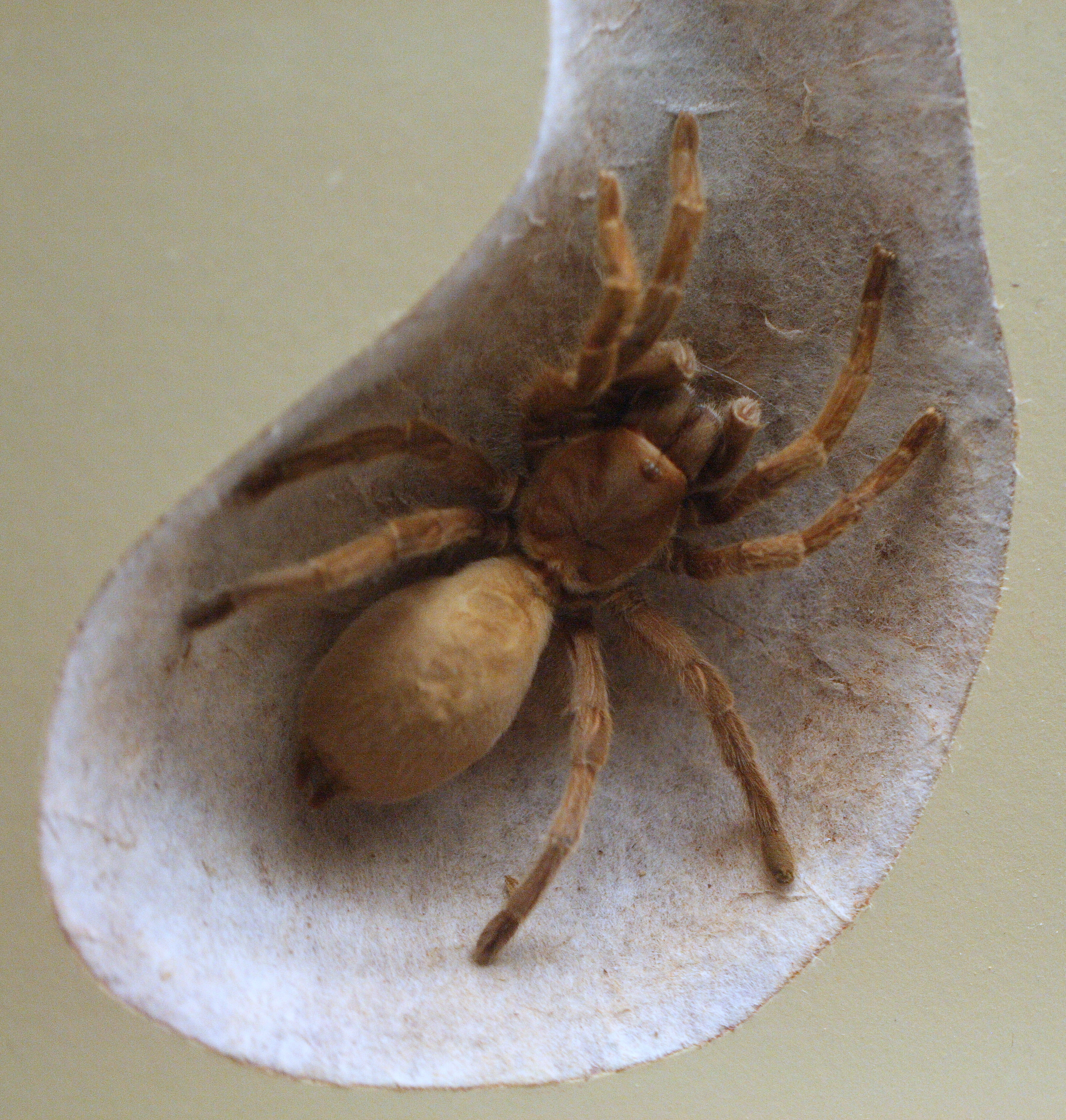
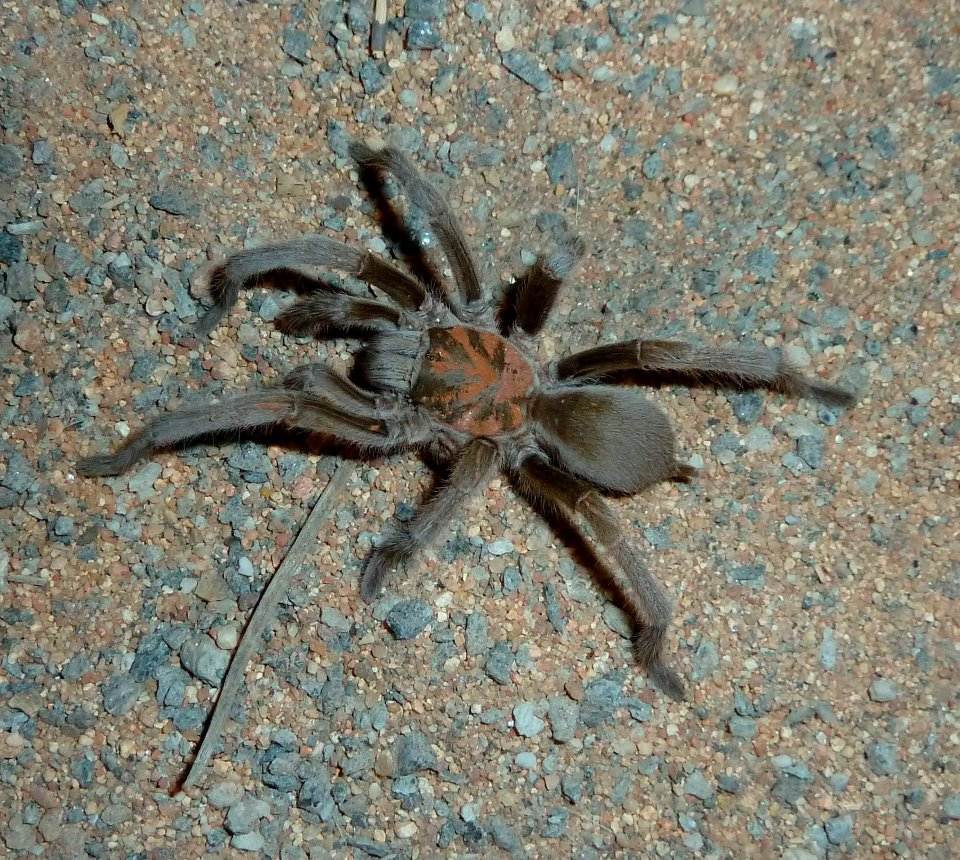
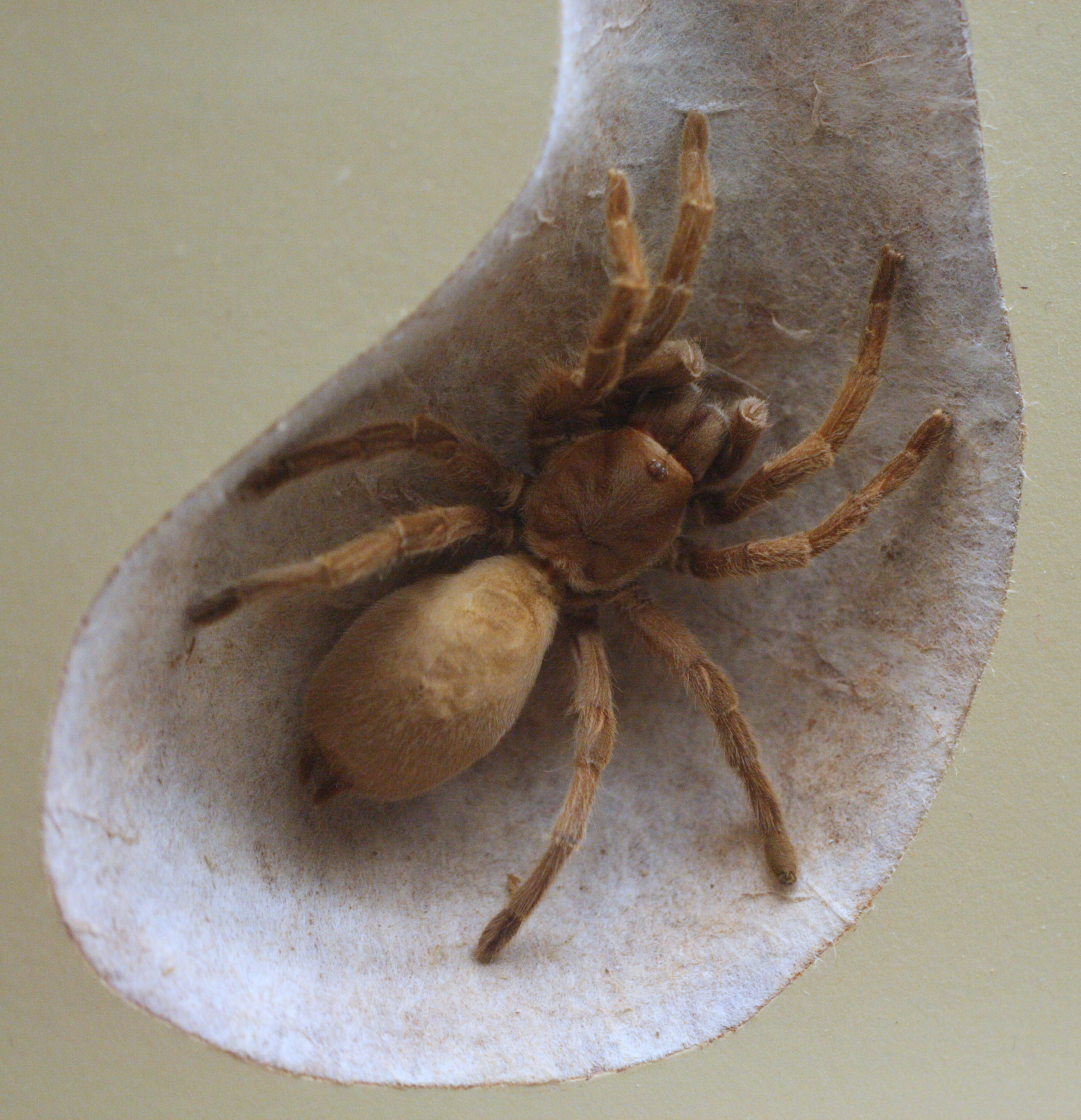